# Mitchell Duke
Mitchell Thomas Duke (* 18. ledna 1991 Liverpool) je australský profesionální fotbalista, který hraje na pozici útočníka za japonský tým Fagiano Okajama a za australský národní tým.

## Reprezentační kariéra
Duke debutoval v australské reprezentaci 20. července 2013 v zápase proti Jižní Koreji. V dalším zápase, ve kterém nastoupil, vstřelil svůj první reprezentační gól, Austrálie však podlehla Japonsku 2:3.
Duke byl nominován na olympijské hry v Tokiu 2020. V prvním zápase ve skupině porazili Argentinu 2:0 (Duke si připsal dvě asistence), ale v následujících dvou zápasech nebodovali, a tak skončili ve skupině.
Byl členem australského týmu na mistrovství světa ve fotbale 2022 v Kataru. Ve druhém zápase proti Tunisku 26. listopadu 2022 vstřelil jediný gól při výhře 1:0.

## Statistiky

### Reprezentační
| Austrálie | Austrálie | Austrálie |
| Rok       | Zápasy    | Góly      |
| --------- | --------- | --------- |
| 2013      | 4         | 2         |
| 2019      | 2         | 0         |
| 2021      | 9         | 5         |
| 2022      | 8         | 2         |
| Celkem    | 23        | 9         |

#### Reprezentační góly
| Gól | Datum              | Místo                                                | Soupeř      | Skóre | Výsledek | Soutěž                                    |
| --- | ------------------ | ---------------------------------------------------- | ----------- | ----- | -------- | ----------------------------------------- |
| 1.  | 25. července 2013  | Stadion Hwaseong, Hwaseong, Jižní Korea              | Japonsko    | 1:2   | 2:3      | Mistrovství východní Asie ve fotbale 2013 |
| 2.  | 28. července 2013  | Olympijský stadion, Soul, Jižní Korea                | Čína        | 3:4   | 3:4      | Mistrovství východní Asie ve fotbale 2013 |
| 3.  | 7. června 2021     | Jaber Al-Ahmad International Stadium, Kuvajt, Kuvajt | Tchaj-wan   | 4:0   | 5:1      | Kvalifikace na Mistrovství světa 2022     |
| 4.  | 7. června 2021     | Jaber Al-Ahmad International Stadium, Kuvajt, Kuvajt | Tchaj-wan   | 5:1   | 5:1      | Kvalifikace na Mistrovství světa 2022     |
| 5.  | 2. září 2021       | Chalífův mezinárodní stadion, Dauhá, Katar           | Čína        | 3:0   | 3:0      | Kvalifikace na Mistrovství světa 2022     |
| 6.  | 7. října 2021      | Chalífův mezinárodní stadion, Dauhá, Katar           | Omán        | 3:1   | 3:1      | Kvalifikace na Mistrovství světa 2022     |
| 7.  | 16. listopadu 2021 | Stadion Sharjah, Šardžá, Spojené arabské emiráty     | Čína        | 1:0   | 1:1      | Kvalifikace na Mistrovství světa 2022     |
| 8.  | 25. září 2022      | Eden Park, Auckland, Nový Zéland                     | Nový Zéland | 1:0   | 2:0      | Přátelský zápas                           |
| 9.  | 26. listopadu 2022 | Al Janoub Stadium, Al Wakrah, Katar                  | Tunisko     | 1:0   | 1:0      | Mistrovství světa 2022                    |

## Ocenění

### Klubové

#### Central Coast Mariners
- A-League: 2012/13